# 垂水站 (鹿兒島縣)
垂水站（日语：／ Tarumizu eki */?）是位於鹿兒島縣垂水市田神，日本國有鐵道（國鐵）的大隅線車站（廢站）。此站是垂水市中心車站。

## 歷史
- 1961年（昭和36年）4月13日 - 日本國有鐵道古江線古江至海潟之間開通，此站啟用。
- 1972年（昭和47年）9月9日 - 路線名稱改為大隅線[2]。
- 1987年（昭和62年）3月14日 - 大隅線全線廢止，此站也廢止[2]。

## 廢止時的車站構造
此站是地面車站，設有1面2線的島式月台。此站是委託車站，設有簡單的木製車站大樓。

## 車站周邊
- 三州自動車（日语：三州自動車）（舊大隅交通網絡（日语：大隅交通ネットワーク））垂水中央巴士站
  - 2000年3月前設有JR九州巴士垂水中央站。
- 高峠高原
- 下宮神社（日语：鹿児島神社 (垂水市)）

## 現狀
- 遺址變成垂水鐵道紀念公園。公園內設有2個車輪、部分月台、路軌和平交道遮斷機。另外設有彷機車的遊樂設施。

## 相鄰車站
日本國有鐵道
大隅線
濱平－垂水－海潟溫泉

## 注腳
1. 1 2 3 4  . JTB出版. : 333 （日语）.
2. 1 2  . 鐵道雜誌 (鐵道雜誌社). 1987-06, 21 (7): 96–98 （日语）.